# Broken, Beat & Scarred
Broken, Beat & Scarred — 45-й сингл группы Metallica и третий сингл с их девятого студийного альбома Death Magnetic. Релиз состоялся 3 апреля 2009.
19 марта на веб-сайте группы было объявлено, что «Broken, Beat & Scarred» будет следующим синглом. «Broken, Beat & Scarred» существует в двух форматах — цифровая коллекционная версия и макси-сингл.

## Музыкальное видео
26 марта 2009 года на официальном сайте группы состоялась премьера клипа на песню. В видео Metallica исполняет «Broken, Beat & Scarred» вживую в Фресно, штат Калифорния, в декабре 2008 года. Режиссёром выступил Уэйн Айшем, который ранее работал с группой над несколькими клипами, включая Cunning Stunts.

## Список композиций
- CD 1 (Digi-pack):

1. «Broken, Beat & Scarred» — 6:25
2. «Broken, Beat & Scarred» (Live) — 7:33
3. «The End of the Line» (Live) — 7:38

- CD 2 (J card):

1. «Broken, Beat & Scarred» — 6:25
2. «Stone Cold Crazy» (Live) — 3:06
3. «Of Wolf and Man» (Live) — 4:25

- DVD single:

1. «Broken, Beat & Scarred» (Promo video)
2. «The Day That Never Comes» (Promo Video)
3. «Death Magnetic Electronic Press Kit» — 17:25

- CD Maxi-single:

1. «Broken, Beat & Scarred» — 6:25
2. «Broken, Beat & Scarred» (Live) — 7:33
3. «The End of the Line» (Live) — 7:38
4. «Stone Cold Crazy» (Live) — 3:06
5. «Of Wolf and Man» (Live) — 4:25

Все концертные версии записаны в Лондоне на O2 Arena 15 сентября 2008, в день выхода альбома.

## Состав
1. Джеймс Хетфилд — вокал, ритм-гитара;
2. Кирк Хэмметт — соло-гитара;
3. Роберт Трухильо — бас-гитара, бэк-вокал;
4. Ларс Ульрих — ударные;
5. Рик Рубин — продюсер.

## Позиции в чартах
| Чарт (2009)                              | Позиция |
| ---------------------------------------- | ------- |
| Австралия (ARIA)                         | 75      |
| Австрия (Ö3 Austria Top 40)              | 74      |
| Нидерланды (Nederlandse Top 40)          | 25      |
| Финляндия (Suomen virallinen lista)      | 4       |
| Франция (Singles Top 100)                | 36      |
| Германия (GfK Entertainment)             | 35      |
| США Billboard European Hot 100           | 67      |
| США Billboard Rock Songs                 | 32      |
| США Billboard Hot Mainstream Rock Tracks | 15      |
| США Billboard Heritage Rock              | 18      |